# Karl Bock (Mediziner)
Karl Hermann Bock (* 5. Mai 1922 in Brandis; † 7. Januar 2004 in Leipzig) war ein deutscher Mediziner auf dem Gebiet der Kinderkardiologie. Er lehrte an der Universität Leipzig.

## Leben
Karl Bock absolvierte Ostern 1940 sein Abitur am König-Albert-Gymnasium in Leipzig und begann im selben Jahr ein Medizinstudium an den Universitäten Jena und Halle (Saale). Dabei wurde das Studium durch den Zweiten Weltkrieg unterbrochen und er geriet in Kriegsgefangenschaft. 1946 schließlich setzte er sein Studium an der Universität Leipzig fort. 1948 bestand er das Staatsexamen und beendete dort sein Studium mit der Promotion zum Doktor der Medizin. Die Dissertation trug den Titel Magengeschwür bei Magensaftmangel.
Noch in diesem Jahr wurde Bock Assistenzarzt am Leipziger Krankenhaus Sankt Georg, wo eine schwierige Situation herrschte. Dort befasste er sich mit Kinderkrankheiten, besonders mit Herzkrankheiten von Kindern und Säuglingen. Damit war er einer der ersten Ärzte, die sich mit der Kinderkardiologie beschäftigten.
1951 ging Bock an die Kinderklinik der Universität Leipzig und begann seine Ausbildung zum Facharzt. Seit 1957 fungierte er an der Klinik als Oberarzt. Drei Jahre darauf wurde er an der Universität für Pädiatrie habilitiert und erhielt die Lehrberechtigung. Die Habilitationsschrift hieß Das räumliche Bild der elektrischen Erregungsausbreitung bei angeborenen Herzfehlern und befasste sich damit, angeborene Herzfehler zu diagnostizieren.
An der Kinderklinik wurde Bock 1963 als erster Oberarzt sowie als stellvertretender Direktor eingesetzt. 1966 ernannte ihn die Universität zum Professor mit Lehrstuhl für Pädiatrie. Zum ordentlichen Professor wurde er 1969 befördert. Anfang des nächsten Jahrzehntes gründete er die Arbeitsgemeinschaft Kinderkardiologie der Gesellschaft für Pädiatrie, deren Leiter er für einige Jahre blieb. 1972 ernannte ihn die Universität ehrenhalber zum Dr. sc. der Medizin.
Bock wurde mit dem Medizinpreis des Bezirkes Leipzig ausgezeichnet und war Medizinalrat. Im Herbst 1988 trat er in den Ruhestand, gab die Professur auf und verließ die Klinik. Auf Bitten der Universität setzte er sich weiterhin ehrenhalber ein, obwohl seine Gesundheit schwächer wurde. Dabei konnte er wegen der Gesundheit nicht mehr an Reisen und Tagungen teilnehmen. 2004 verstarb er in Leipzig im Alter von 81 Jahren, nachdem sich sein Zustand im September des vorherigen Jahres stark verschlechtert hatte. Seit 1951 hatte er in Marienbrunn gelebt.

## Leistungen
Bock galt als wichtiger Kinderkardiologe, so führte er dieses Fachgebiet an der Universität und in Leipzig ein. Auch organisiert er nationale und internationale Tagungen zum Thema. Damit stärkte er die internationale Zusammenarbeit bezüglich der Kinderkardiologie, was zur Zeit der DDR nicht leicht war. Beispielsweise nahm er in Rom an einem medizinischen Kongress teil. Besonders mit Kinderkardiologen aus Prag und Sofia arbeitete er zusammen. In Anerkennung seiner Leistungen wurde er Ehrenmitglied der bulgarischen kardiologischen Gesellschaft.
In Bocks Werk Missbildungen des Herzens und der grossen Gefässe. Klinik und Therapie von 1971, eines der ersten Werke über das Thema, sammelt er die Erfahrungen der kardiologischen Arbeitsgemeinschaft Leipzig.
Bock vereinte Mitarbeit in der Klinik, Forschung und Lehre an der Universität.

## Schriften
- Magengeschwür bei Magensaftmangel. Dissertation. Leipzig 1948.
- Das räumliche Bild der elektrischen Erregungsausbreitung bei angeborenen Herzfehlern. Habilitationsschrift.
- Moderne Diagnostik und Therapie bei angeborenen Herzfehlern. Potsdam 1962.
- Missbildungen des Herzens und der grossen Gefässe. Klinik und Therapie. Berlin Ost 1971.